# Daniel Sangouma
Daniel Sangouma (* 7. Februar 1965 in Saint-Denis, Réunion) ist ein ehemaliger französischer Sprinter.
Bei den Halleneuropameisterschaften 1985 wurde er Fünfter und kurz darauf bei den Hallenweltspielen Vierter im 200-Meter-Lauf. 1986 wurde er bei den Halleneuropameisterschaften Vierter. Bei den Olympischen Sommerspielen 1988 in Seoul schied er über 200 Meter in der zweiten Runde aus. In der 4-mal-100-Meter-Staffel gewann die französische Stafette in der Besetzung Bruno Marie-Rose, Daniel Sangouma, Gilles Quenéhervé und Max Morinière in 38,40 Sekunden Bronze hinter der Sowjetunion und Großbritannien.
Bei den Europameisterschaften 1990 in Split belegte Sangouma den zweiten Platz im 100-Meter-Lauf hinter dem Briten Linford Christie. Auf den ersten sechs Plätzen waren ausschließlich Sprinter aus dem Vereinigten Königreich und Frankreich platziert, wodurch sich ein spannendes Rennen in der Staffel abzeichnete. Das Finale am 1. September 1990 wurde den Erwartungen gerecht. Die Briten liefen 37,98 s, doch das reichte nur zu Silber, denn die französische Stafette in der Besetzung Max Morinière, Daniel Sangouma, Jean-Charles Trouabal und Bruno Marie-Rose lief mit 37,79 s Weltrekord. Zum ersten Mal, seit die Stafette Jamaikas 1968 einen Tag lang den Weltrekord hielt, war der Weltrekord nicht im Besitz der Stafette aus den Vereinigten Staaten. Im selben Jahr wurden die vier Sprinter von der Sportzeitung L’Équipe zu Frankreichs Sportlern des Jahres (Champion des champions) gewählt.
Am 7. August 1991 beim Meeting Weltklasse Zürich verbesserte die US-Stafette den Weltrekord auf 37,67 s, die französische Stafette lag mit 38,39 s deutlich zurück, obwohl sie in der gleichen Besetzung wie in Split antrat. Kur danach gewannen bei den Weltmeisterschaften in Tokio drei US-Amerikaner die Medaillen im 100-Meter-Lauf. Sangouma schied im Halbfinale aus. Im Staffelfinale verbesserten die US-Sprinter ihren Weltrekord auf 37,50 s, Morinière, Sangouma, Trouabal und Marie-Rose gewannen mit 37,87 s Silber vor den Briten.
Bei den Halleneuropameisterschaften 1992 in Genua gewann Sangouma Silber über 200 Meter hinter dem Bulgaren Nikolaj Antonow und wurde Fünfter über 60 Meter. Bei den Olympischen Sommerspielen in Barcelona schied die französische Staffel mit Sangouma im Halbfinale aus. Bei den Mittelmeerspielen 1993 in Languedoc-Roussillon gewann er Gold über 200 Meter und in der 4-mal-100-Meter-Staffel sowie Bronze über 100 Meter.
1994 gewann Sangouma bei den Halleneuropameisterschaften in Paris über 200 Meter Gold und wurde über 60 Meter erneut Fünfter. Bei den Europameisterschaften in Helsinki schied er über 200 Meter im Halbfinale aus. Die Stafette gewann in der Besetzung Hermann Lomba, Éric Perrot, Jean-Charles Trouabal und Daniel Sangouma in 38,57 s erneut den Titel.
1990 und 1991 wurde er Französischer Meister über 100 Meter. In der Halle errang er nationale Titel 1988, 1992 und 1994 über 200 und 1992 über 60 Meter.
Daniel Sangouma ist 1,87 m groß und wog in seiner aktiven Zeit 84 kg.

## Persönliche Bestzeiten
- 60 m (Halle): 6,63 s, 22. Februar 1992, Paris
- 100 m: 10,02 s, 29. Juni 1990, Villeneuve-d’Ascq (ehemaliger französischer Rekord, 2005 von Ronald Pognon verbessert)
- 200 m: 20,20 s, 18. Juli 1989, Casablanca
  - Halle: 20,64 s, 1. März 1992, Genua